# Lissochlora duplex
Lissochlora duplex là một loài bướm đêm trong họ Geometridae.